# Hexatoma cleopatra
Hexatoma cleopatra là một loài ruồi trong họ Limoniidae. Chúng phân bố ở miền Cổ bắc.